# Лайсачек, Эван
Э́ван Фрэнк Ла́йсачек (англ. Evan Frank Lysacek, [ɛvʌn ˈlaɪsətʃɛk], встречается Лисачек, Лысачек; 4 июня 1985, Чикаго) — американский фигурист, выступавший в одиночном катании, олимпийский чемпион 2010 года, чемпион мира по фигурному катанию (2009), двукратный чемпион США, двукратный бронзовый призёр чемпионатов мира. По состоянию на июнь 2011 года занимал 18-е место в рейтинге Международного союза конькобежцев (ИСУ).
В ноябре 2006 года олимпийский комитет США избрал его спортсменом месяца. С 2001 по 2003 года он проходил подготовку в Москве у Виктора Кудрявцева, в настоящее время[когда?] тренируется в Лос-Анджелесе у Фрэнка Кэрролла.

## Биография

### Детство и юность
Лайсачек родился в городе Чикаго, Иллинойс, а вырос в Нейпервилле. Его мать Таня (урожд. Санторо) работает учителем, а отец Дон — строительный подрядчик. По отцу Лайсачек чешского происхождения, по матери - итальянского; он православный христианин. У Эвана также есть старшая сестра Лаура и младшая Кристина, выступающая за национальную волейбольную сборную. В 2003 году Лайсачек с отличием окончил школу, получив несколько наград за выдающиеся успехи в учёбе.
Эван Лайсачек начал кататься в 8 лет. Бабушка, всегда мечтавшая выступать в шоу Ice Capades, подарила внуку коньки к Рождеству. Сначала он думал стать хоккеистом, поэтому мать отправила его с сестрой Лаурой на уроки фигурного катания, чтобы Эван научился кататься. Однако фигурное катание захватило Лайсачека. В 1996 году он выиграл чемпионат США среди новичков, в 1997 занял четвёртое место на юниорских олимпийских играх. Лайсачек не смог отобраться на чемпионат США среди новичков 1998 года, но выиграл его в 1999 (в тринадцать лет), а в следующем году победил на чемпионате США среди юниоров, хотя после короткой программы был лишь пятым.

### Начало карьеры
В сезоне 2000—2001 Лайсачек удачно выступил на этапах юниорского Гран-при по фигурному катанию, завоевав две серебряные медали, и отобрался на финал Гран-при среди юниоров. На дебютном чемпионате США среди взрослых спортсменов занял 12-е место. Лайсачек стал второй кандидатурой от США на чемпионат мира среди юниоров 2001 года, куда и отправился после того, как Райан Брэдли снялся из-за травмы. Лайсачек хорошо выступил в короткой и произвольной программах и занял второе место после другого американца Джонни Вейра. Таким образом, впервые с 1987 года США заняли первые два места на юниорском пьедестале почета.
В следующем сезоне он мало тренировался из-за травм, особенно перелома ребер. После событий 11 сентября 2001 года американская ассоциация фигурного катания отменила этап юниорского гран-при в Аризоне и не позволила молодым фигуристам участвовать в других этапах. Лайсачек снова занял 12 место на чемпионате США и не попал в команду на юниорский чемпионат мира. После этого Лайсачек сменил диету и режим тренировок. В сезоне 2002—2003 он снова завоевал медали на этапах юниорского Гран-при, попал в десятку на национальном чемпионате и участвовал в своём первом взрослом международном соревновании — чемпионате четырёх континентов.

## Зимние Олимпийские игры 2010
На зимних Олимпийских играх 2010 в Ванкувере, по итогам произвольной программы занял первое место, набрав 257,67 балла. Причем и в короткой, и в произвольной программах, поставленных на музыку русских композиторов-классиков, получил наивысшие в своей карьере оценки. Серебро и бронза достались Евгению Плющенко (256,36 балла) и Дайсукэ Такахаси (247,23 балла) соответственно. После Олимпиады объявил об уходе из спорта на неопределённый срок.

## Попытки возвращения

### 2011
В сентябре 2011 года решил вернуться с намерением выступить в Сочи, однако попытка оказалась неудачной из-за финансовых проблем. Он снял свою заявку на Skate America 2011 и Trophée Eric Bompard 2011.

### 2012
В июне 2012 года появились новости, что Эван возвращается. Его цель — выступить на своей третьей Олимпиаде в Сочи. Однако за неделю до начала серии Гран-при он отказался от участия. В конце ноября 2012 Лайсачек перенёс операцию по удалению паховой грыжи. Он планировал выступить в январе 2013 на чемпионате США, однако за день до его начала снялся. Он также заявил, что тренирует в произвольной программе два четверных прыжка.

## Результаты

### После 2004 года
| Соревнование                   | 2004—2005 | 2005—2006 | 2006—2007 | 2007—2008 | 2008—2009 | 2009—2010 |
| ------------------------------ | --------- | --------- | --------- | --------- | --------- | --------- |
| Зимние Олимпийские игры        |           | 4         |           |           |           | 1         |
| Чемпионаты мира                | 3         | 3         | 5         |           | 1         |           |
| Чемпионаты Четырёх континентов | 1         |           | 1         | 3         | 2         |           |
| Чемпионаты США                 | 3         | 2         | 1         | 1         | 3         | 2         |
| Финалы Гран-При                |           | WD        | WD        | 3         |           | 1         |
| Этапы Гран-при: Skate Canada   |           |           |           |           | 3         |           |
| Этапы Гран-при: Skate America  | 5         | 2         | 2         | 2         | 3         | 1         |
| Этапы Гран-при: Cup of China   |           |           | 1         | 2         |           | 2         |
| Этапы Гран-при: NHK Trophy     |           | 2         |           |           |           |           |
| Этапы Гран-при: Cup of Russia  | 5         |           |           |           |           |           |
| Командные чемпионаты мира      |           |           |           |           | 1/1*      |           |

- * — место в личном зачете/командное место

### До 2004 года
| Соревнование                   | 1998—1999 | 1999—2000 | 2000—2001 | 2001—2002 | 2002—2003 | 2003—2004 |
| ------------------------------ | --------- | --------- | --------- | --------- | --------- | --------- |
| Чемпионаты мира среди юниоров  |           |           | 2         |           | 2         | 2         |
| Чемпионаты Четырёх континентов |           |           |           |           | 10        | 3         |
| Чемпионаты США                 | 1 N.      | 1 J.      | 12        | 12        | 7         | 5         |

- N = Среди новичков; J = Юниорские соревнования; WD = Снялся с соревнований